# Éric Mouloungui
Éric Mouloungui est un footballeur international gabonais né le 1er avril 1984 à Port-Gentil au Gabon.

## Carrière
Il commence sa carrière dans le championnat du Gabon de football en 1999 avec l'Association Sportive MangaSport Football. Il remporte avec ce club la Coupe du Gabon de football en 2001. En finale, c'est lui qui inscrit le but de la victoire 1-0 contre le TP Akwembé de Libreville. Cette même année, il marque les deux buts qui permettent à l'AS MangaSport de gagner la Supercoupe du Gabon de football contre le Football Canon 105 de Libreville par 2-1 après prolongation.
Éric Mouloungui arrive en 2002 au Racing Club de Strasbourg qui le prête rapidement au club amateur de l'Association sportive Pierrots Vauban de Strasbourg pour des raisons de quota de joueurs extra-communautaire. Avec le départ du Camerounais Pierre Njanka au mercato de cette même saison, une place se libère et Mouloungui rejoint le club pro aux côtés de Danijel Ljuboja et Corentin Martins. Il fait quelques entrées remarquées en championnat de France de football, notamment lors de la 32e journée face à Lens où il s'impose sur le côté avant d'adresser un centre à Ljuboja dans les arrêts de jeu. Il arrive en finale de la Coupe Gambardella après avoir marqué un triplé en demi-finale, mais s'y incline face au Stade rennais football club de Stéphane N'Guéma au stade de France.
Lors de la saison 2003-2004 il marque trois buts et se retrouve pendant une période le seul atout offensif de Strasbourg avec le départ de Ljuboja au mercato et la blessure de Mamadou Niang. Il souffre ensuite d'une pubalgie puis est prêté au Football Club de Gueugnon en 2005-2006. Alors qu'on l'annonce chez les danois d'Odense, Jean-Pierre Papin lui donne sa chance en 2006-2007 en Ligue 2 où il réalise sa meilleure saison en Europe avec à la clé onze buts aux côtés de Kevin Gameiro. Le club monte en Ligue 1. Pour son retour Mouloungui fait une saison correcte avec trois buts et six passes décisives dans un rôle d'attaquant de soutien. Mouloungui est transféré à l'OGC Nice pour 3 millions d'euros.
Après deux saisons moyennes à Nice, il réalise sa meilleure saison de première division en 2010-2011 en marquant 8 buts en championnat et 3 en coupe de France, dont quelques réalisations remarquées contre Bordeaux ou Auxerre.  
En fin de contrat à Nice, il rejoint Al-Wahda lors de l'été 2012. Mouloungui signe un contrat de deux ans (plus un en option) contre un salaire de 750 000 euros net par an. En mars 2013, il est prêté au club polonais du Slask Wroclaw lors du dernier jour du mercato d'hiver.
En juillet 2014, Mouloungui rejoint la Chine et le clun de Shenyang Zhongze (D2). En janvier 2015 son club chinois dépose le bilan[réf. nécessaire]. En mai 2015, il s'engage avec CF Mounana au Gabon,.
En janvier 2017, il revient en France et signe à l'Avenir sportif Béziers qui évolue en National.
En novembre 2017, il s'engage avec le FC Villefranche Saint-Jean Beaulieu.

## Profil du joueur
La principale qualité de Mouloungui est sa vitesse, malgré une apparente nonchalance. Il est en effet très rapide et apprécie beaucoup les grands espaces dans lesquels il exploite sa puissance physique. Il reste malgré tout plutôt irrégulier.

## Palmarès
- Vainqueur de la Coupe du Gabon en 2001

## Statistiques

### Par club
- 1999-2002 : AS Mangasport
- 2002 : Pierrots Vauban Strasbourg  (2 matchs, 2 buts)
- 2002-2006 : RC Strasbourg  (42 matchs, 3 buts)
- 2005-2006 (prêt) : FC Gueugnon  (8 matchs, 0 but)
- 2006-2008 : RC Strasbourg  (69 matchs,17 buts)
- 2008-2012 : OGC Nice  (105 matchs, 21 buts)
- 2012-2014 : Al-Wahda 
  - 2013 : Slask Wroclaw  (prêt)
- 2014-2015 : Shenyang Zhongze FC
- Depuis 2015 : CF Mounana

### Par compétition
Au 2 avril 2017
- 1 match et 0 but en Coupe de l'UEFA
- 178 matchs et 24 buts en Ligue 1
- 38 matchs et 11 buts en Ligue 2